# Kerkpad Noordzijde 21-23 (Soest)
De boerderij Kerkpad 21-23 Noordzijde, is een gemeentelijk monument in Soest in de provincie Utrecht.
De voormalige boerderij werd in 1875 gebouwd op de hoek van het Kerkpad, vroeger Padde genoemd, met de Korte Melmweg. Het voorhuis van de oorspronkelijke boerderij stond verder naar achteren.
In het achterste deel van het huidige voorhuis zit nog een kelder. Boven de achterbaander van het band staat het jaartal 1758 geschilderd. Vlak voor de Tweede Wereldoorlog werd het pand ingericht als melkwinkel. Dit gebeurde na een verbouwing door P. Beekman uit Soestdijk in opdracht van J. van den Breemer. Hiertoe werd in de rechterzijgevel een extra deur gemaakt.
In 1967 werd een verbouwing uitgevoerd in opdracht van de Amsterdamse cineast P. Gomes. De geveltoppen werden gewijzigd en er kwamen twee dakkapellen aan de voorzijde.
Het dwarshuis staat met de symmetrische voorgevel evenwijdig aan het Kerkpad, het achterhuis is van het middenlangsdeeltype. In de achtergevel zijn ijzeren rondbogige lichten geplaatst. Aan de binnenzijde van het voorhuis is een tegeltableau met een boeket en schildpadtegels bewaard gebleven. Ook de rookkasten zijn bewaard gebleven op de eerste verdieping.